# Pterostichus shinbodakensis
Pterostichus shinbodakensis es una especie de escarabajo terrestre del género Pterostichus, categorizada en la tribu Pterostichini, de la subfamilia Harpalinae. Fue descrita por Sasakawa & H.Ito en 2017.

## Distribución
Se distribuye por Asia: Japón.